# Chaenorhinum flexuosum
Chaenorhinum flexuosum är en grobladsväxtart. Chaenorhinum flexuosum ingår i släktet småsporrar, och familjen grobladsväxter.

## Underarter
Arten delas in i följande underarter:
- C. f. flexuosum
- C. f. maroccanum